# Somosierra

Samosierra.Obraz Januarego Suchodolskiego

Somosierra (w polskiej historiografii także czasami Samosierra) – przełęcz na wys. 1444 m n.p.m. w Hiszpanii, w Górach Ayllon, będących zachodnią odnogą Guadarramy. Ważny szlak transportowy – droga krajowa A-1 (E-5) i linia kolejowa na trasie Madryt – Burgos. W XX wieku dla ułatwienia komunikacji przebito pod przełęczą dwa tunele: krótki drogowy i znacznie dłuższy (3895 m) kolejowy. Miejsce znane głównie z szarży polskich szwoleżerów pod dowództwem Jana Kozietulskiego 30 listopada 1808, która otworzyła wojskom Napoleona drogę na Madryt.